# Конопкі-Клімкі
Конопкі-Клімкі (пол. Konopki-Klimki) — село в Польщі, у гміні Завади Білостоцького повіту Підляського воєводства.
Населення — 76 осіб (2011).
У 1975-1998 роках село належало до Ломжинського воєводства.

## Демографія
Демографічна структура станом на 31 березня 2011 року:
|          | Загалом | Допрацездатний вік | Працездатний вік | Постпрацездатний вік |
| -------- | ------- | ------------------ | ---------------- | -------------------- |
| Чоловіки | 39      | 5                  | 30               | 4                    |
| Жінки    | 37      | 5                  | 19               | 13                   |
| Разом    | 76      | 10                 | 49               | 17                   |